# Kaviár
Kaviár (pers. kavijar od kava, vejce) je pokrm z rybích jiker, v mnoha zemích považovaný za pochoutku. Kromě nejcennějšího, tzv. pravého kaviáru nebo černého kaviáru, vyráběného z jeseterovitých ryb, nejlépe z tzv. vyzy velké, existují i rozličné náhražky vyráběné z ostatních druhů ryb. Nejkvalitnější nepravý kaviár, tzv. červený kaviár, je z lososovitých ryb. Cena kaviáru záleží na druhu ryby a na množství použité soli a konzervantů. Čím méně těchto látek obsahuje, tím je jeho vysoká cena ještě vyšší a doba trvanlivosti kratší. Největším zdrojem pravého černého kaviáru je Kaspické moře (více než 90 % celosvětové produkce), dále také Černé moře, dolní tok Dunaje a povodí řeky Amur. Hlavními exportéry pravého kaviáru jsou Rusko, Ázerbájdžán, Kazachstán, Turkmenistán, Írán a čím dál častěji také Čína.

## Pravý a nepravý kaviár

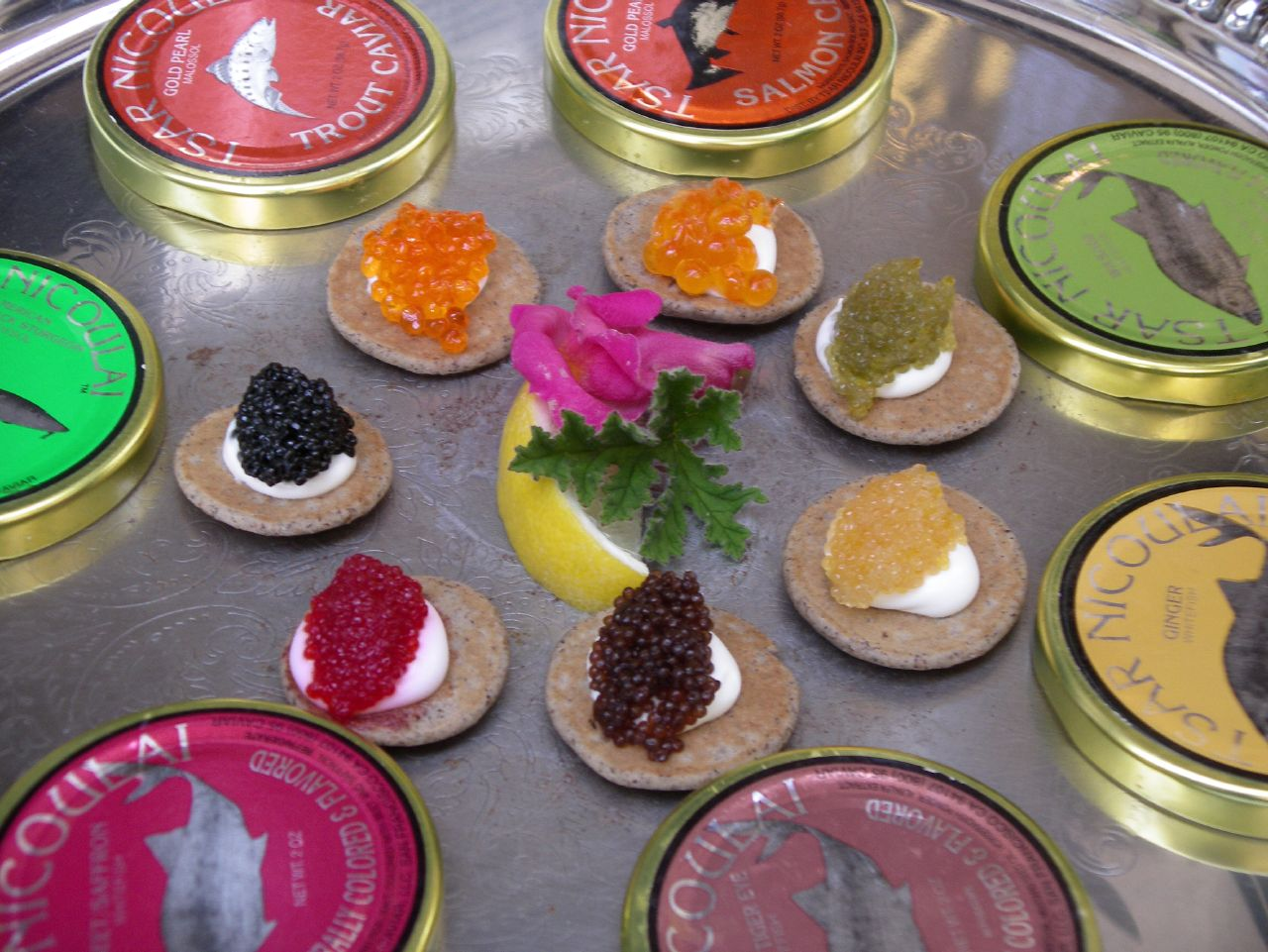
Sedm druhů kaviáru

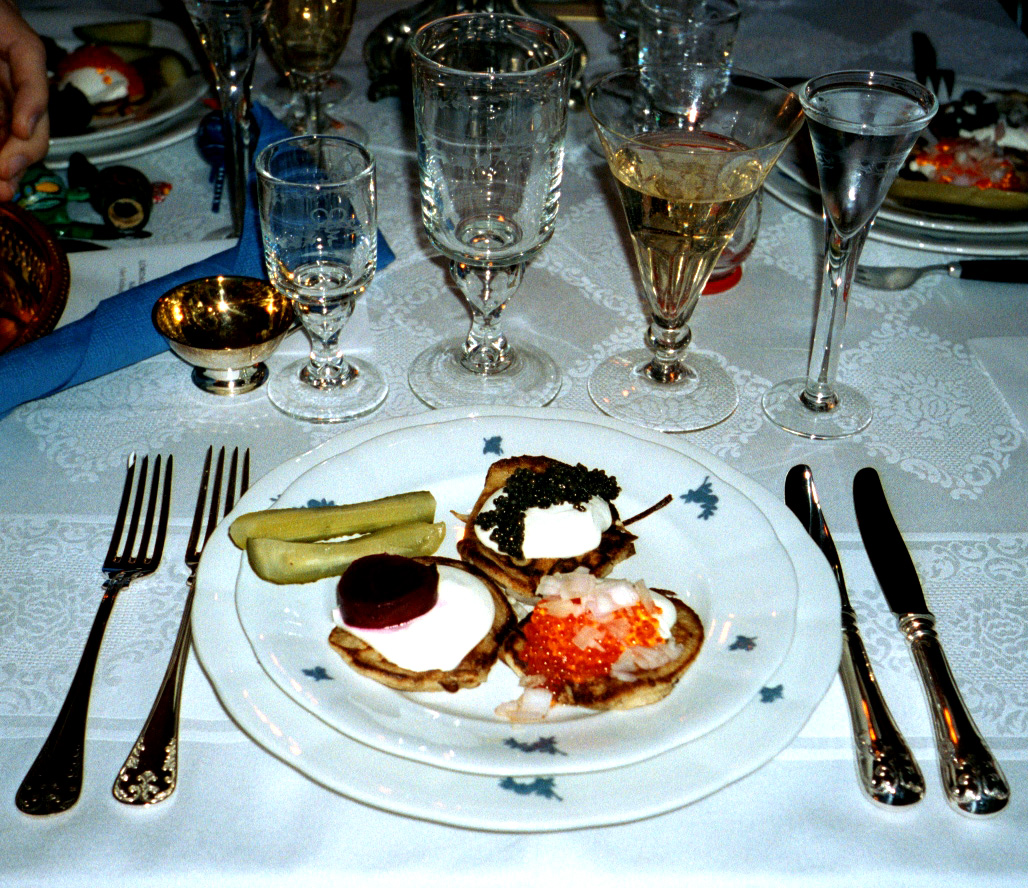
Bliny s kaviárem

Jako pravý, černý kaviár se označuje ten, který je z jeseterovitých ryb. Jejich jikry jsou drobné a mají šedočernou až černou barvu. Nejdražší, nejchutnější a největší pravý kaviár pochází z vyzy velké. Může za to velký úbytek jeseterovitých ryb v důsledku velkého výlovu v poslední době. Pravý kaviár je v dnešní době stále vzácnější. Za kvalitní kaviár se považuje ten s velkými zrny, pevný, pružný, světlý a bez zápachu. Původní barva pravého kaviáru je bílá, postupně šedne a černá. Čím je tmavší, slanější a kašovitější, tím je starší a méně kvalitní.
Jako nepravý kaviár jsou označovány všechny druhy, které nejsou vyrobené z jiker jeseterovitých ryb. Jedná se o jikry candáta, lososa, kapra, lipana, tuňáka a dalších mořských i sladkovodních ryb. Z málo vyvinutých jiker a těch, které během solení a úpravy popraskaly, se vyrábí méně kvalitní lisovaný kaviár. Nejlepší červený kaviár je světle oranžové barvy, kypře zrnitý a téměř nebo zcela neslaný. Jasně červeného kaviáru si cení labužníci méně.
Nepravý kaviár lze nahradit alternativním receptem, tzv. lilkovým kaviárem – klasickým receptem ve státech bývalého Sovětského svazu.

## Způsob konzumace
V lepších podnicích se kaviár podává na stůl v dóze nebo stříbrné kaviárové míse, z níž si každý ze stolovníků odebere přiměřené množství na talíř. Lžičkou si ho pak nandá na tmavý chléb, toast nebo po ruském způsobu na tzv. bliny, lívanečky z řídkého vykynutého těsta, které se ještě horké mažou máslem, obkládají kaviárem (nejlépe červeným) a pokapávají smetanou či šlehačkou. V českých podmínkách se kaviár častěji ochucuje citronovou šťávou.